# Jan Matoušek
Jan Matoušek, né le 9 mai 1998 à Příbram en Tchéquie, est un footballeur tchèque qui évolue au poste de milieu offensif au Bohemians 1905.

## Biographie

### Carrière en club

#### FK Příbram
Jan Matoušek est formé au FK Příbram en Tchéquie. C'est avec ce club qu'il découvre le monde professionnel en 2017. Cette année-là il fait ses débuts, jouant son premier match pendant la saison 2017-2018, le 9 août, lors d'une rencontre face au FK TJ Štěchovice (en) en Coupe de Tchéquie, que son équipe remporte par trois buts à un. Le FK Příbram évolue alors en deuxième division. Matoušek joue son premier match de championnat le 12 août lors de la défaite des siens face au FC Vlašim (en) (2-3). Le 23 août suivant il inscrit les deux premiers buts de sa carrière professionnelle face au FK Varnsdorf en championnat, contribuant grandement à la victoire de son équipe (3-1). Il devient rapidement un élément important de l'équipe, se montrant à de nombreuses reprises décisifs. Durant cette saison il est auteur de deux autres doublés, le 4 avril 2018 lors de la victoire de son équipe lors du match retour contre le FC Vlašim (en) (0-4) où il marque ses deux buts en seulement quatre minutes et le 21 avril suivant en marquant les deux seuls buts de la rencontre face au FC Hradec Králové, donnant ainsi la victoire à son équipe. Le FK Příbram réalise un bon exercice qui lui permet de terminer deuxième du championnat et ainsi d'être promu à l'échelon supérieur, bien aidé par les performances de Jan Matoušek, qui cette saison là, pour sa première en professionnelle, inscrit 11 buts et délivre 4 passes décisives en 24 matchs de championnat.

#### Slavia Prague
Le talent de Jan Matoušek ne passe pas inaperçu et le 7 août 2018 le SK Slavia Prague, l'un des plus grands clubs du pays, débourse 1,55 million d'euros pour le recruter. Initialement prêté à son club formateur jusqu'en janvier 2019, il rejoint finalement le Slavia plus tôt, en septembre 2018. En remplacement le Slavia Prague prête Ruslan Mingazov au FK Příbram. Après avoir débuté la saison 2018-2019 avec son club formateur, il débute sous ses nouvelles couleurs le 16 septembre 2018 face au FC Slovácko, lors d'un match de championnat remporté par le Slavia Prague (1-3). Lors de cette saison il découvre aussi la Ligue Europa, disputant son premier match de coupe d'Europe le 20 septembre 2018 contre les Girondins de Bordeaux, que son équipe bat par un but à zéro. C'est aussi lors de cette compétition qu'il inscrit son premier but sous ses nouvelles couleurs, le 25 octobre de la même année, en donnant la victoire à son équipe face au FC Copenhague (0-1).
Il obtient le premier titre de sa carrière en étant sacré Champion de Tchéquie en 2018-2019.

### Prêts successifs
Peu utilisé au Slavia Prague, il est à nouveau prêté à son club formateur pour la deuxième partie de la saison 2018-2019. Reprenant un rôle important dans l'équipe il réalise des performances convaincantes, inscrivant 6 buts et délivrant 4 passes décisives lors de cette fin de saison. Son total au FK Příbram est même de 11 buts et 6 passes décisives en 22 matchs toutes compétitions confondues si on additionne avec ses matchs du début de saison. Il participe donc grandement au maintien de son club en première division.
Pour la saison 2019-2020 il est à nouveau prêté mais cette fois-ci au FK Jablonec. Sa première apparition sous ses nouvelles couleurs, le 12 juillet 2019, est réussie puisque Jan Matoušek réalise un doublé et donne ainsi la victoire à son équipe face au Bohemians Prague (0-2).

### Carrière en sélection nationale
Jan Matoušek fête sa première sélection avec l'équipe de Tchéquie espoirs le 5 septembre 2018 face à Saint-Marin, les Tchèques l'emportent deux buts à zéro ce jour-là.
Le 9 juin 2019 il inscrit son premier but avec les espoirs face à la Slovaquie. Buteur lors de la partie donc, il se mue aussi en passeur décisif en servant Ondřej Šašinka (en) sur le but de la victoire (2-1).

## Palmarès

### En club
Slavia Prague
- Champion de Tchéquie en 2018-2019.